# Tadayuki Okada
Tadayuki 'Taddy' Okada (jap. 岡田忠之 Okada Tadayuki; ur. 13 lutego 1967) – japoński kierowca wyścigowy.

## Kariera

### Początki
Tadayuki pierwsze sukcesy zaczął osiągać w japońskich mistrzostwach Superbike. Startując w klasie 250 cm³, zdobył trzy tytuły mistrzowskie w latach 1989-1991. Dosiadał wówczas motocykl Hondy. 

### 250 cm³
W Motocyklowowych Mistrzostwach Świata Okada po raz pierwszy pojawił się podczas inauguracyjnej rundy o GP Japonii w 1989 roku. Zajął w niej wówczas wysokie szóste miejsce. W kolejnych dwóch latach ponownie wziął udział w tym wyścigu. Tym razem jednak nie dojechał do mety. Przełom nastąpił w roku 1992, kiedy to zmagania zakończył na drugim miejscu.
Sezon później zaliczył pierwszy pełny rok startów na motocyklu Hondy. Spośród pierwszych czterech wyścigów, Japończyk dwukrotnie stanął na podium (w GP Malezji i Japonii). Podczas GP Austrii doznał jednak kontuzji, która wykluczyła go ze zmagań w Niemczech. Do rywalizacji powrócił na wyścig w Holandii. Zakończył go jednak przedwcześnie. W kolejnym wyścigu (o GP Europy) po raz trzeci w sezonie znalazł się jednak na podium, zajmując drugą pozycję. Uzyskane punkty sklasyfikowały go na 8. miejscu.
W 1994 roku po raz pierwszy w karierze walczył o tytuł mistrzowski. Ostatecznie musiał uznać wyższość Włocha Maxa Biaggi, zostając wicemistrzem świata. W ciągu sezonu sześciokrotnie stawał na podium, z czego dwukrotnie na najwyższym stopniu (w GP Japonii i Argentyny). Warto dodać, iż we wszystkich wyścigach Japończyk dojechał do mety.
Sezon 1995 był ostatnim dla Okady w średniej klasie. Znalazł się łącznie pięciokrotnie na trzecim miejscu, a w ostatecznej klasyfikacji zajął 4. lokatę.

### 500 cm³
W roku 1996 Tadayuki awansował do najwyższej kategorii, podpisując kontrakt z mistrzowską stajnią Hondy. Już w pierwszym wyścigu sezonu (o GP Malezji) Japończyk sięgnął po pole position oraz najszybsze okrążenie. Wyścigu jednak nie ukończył. Dalsza część sezonu nie układała się po myśli Okady, który zaledwie trzykrotnie zameldował się na podium. Rywalizację zakończył na 8. miejscu w końcowej klasyfikacji, podczas gdy jego partnerzy Mick Doohan i Àlex Crivillé zdominowali stawkę. 
Sezon 1997 był najlepszy w karierze Okady, który został wicemistrzem świata. W trakcie zmagań Japończyk ośmiokrotnie meldował się na podium, w tym raz na najwyższym stopniu. Trzykrotnie również startował z pole position, podczas pierwszych trzech wyścigów w kalendarzu. Zwycięstwo odniósł na indonezyjskim obiekcie Sentul, gdzie w bezpośrednim pojedynku pokonał samego Doohana. Wyniki Tadayuki zostały jednak wyraźnie przyćmione przez Australijczyka, który zdominował stawkę, zwyciężając 12 z 15 wyścigów. 
Rok 1998 był ciężkim okresem dla Japończyka, który zmagał się z kontuzją nadgarstka. Uraz ten wykluczył go łącznie z pięciu wyścigów. W trakcie rywalizacji trzykrotnie zajął drugie miejsce, po raz pierwszy w inauguracyjnym GP Japonii. Było to więc najlepsze rozpoczęcie sezonu w karierze Okady. 
W sezonie 1999 Tadayuki powrócił do zdrowia, włączając się do walki o tytuł mistrza świata. W ostateczności został sklasyfikowany na 3. pozycji. Japończyk sześciokrotnie znalazł się w pierwszej trójce, z czego trzy razy na pierwszym miejscu (ostatni raz podczas GP Austrii). Trzykrotnie startował również z pierwszej pozycji, ostatni raz w GP RPA. W tym samym sezonie zwyciężył wraz z Brazylijczykiem Alexem Barrosem w 8-godzinnym wyścigu na torze Suzuka.
Sezon 2000 był ostatnim dla Okady w pełnym wymiarze. Tylko w GP Japonii uzyskał miejsce na podium, zajmując trzecią pozycję. We wszystkich wyścigach dojechał na punktowanym miejscu, z wyjątkiem inauguracyjnego GP RPA, którego nie ukończył. Był to więc najsłabszy dla Japończyka rok startów, w którym uzyskał pulę niewiele przekraczającą 100 punktów. Po zakończeniu trudnego sezonu Tadayuki postanowił zakończyć karierę.

### MotoGP
W 2008 roku Tadayuki, otrzymawszy "dziką kartę", wziął udział w GP Włoch, dosiadając motocykl Hondy. Mając 41 lat, zmagania zakończył na przedostatniej czternastej pozycji, przed Australijczykiem Anthony Westem. Ten wyścig okazał się ostatnim dla Okady, który więcej już nie pojawił się na starcie. 

## Statystyki liczbowe
| Rok  | Klasa   | Zespół         | Motocykl      | 1       | 2       | 3       | 4       | 5       | 6       | 7       | 8       | 9       | 10     | 11     | 12      | 13    | 14      | 15     | 16      | 17    | 18    | Punkty | Pozycja | Zwycięstwa |
| ---- | ------- | -------------- | ------------- | ------- | ------- | ------- | ------- | ------- | ------- | ------- | ------- | ------- | ------ | ------ | ------- | ----- | ------- | ------ | ------- | ----- | ----- | ------ | ------- | ---------- |
| 1989 | 250 cm³ | Cabin-Honda    | Honda NSR250  | JPN 6   | AUS -   | USA -   | ESP -   | NAT -   | GER -   | AUT -   | YUG -   | NED -   | BEL -  | FRA -  | GBR -   | SWE - | CZE -   | BRA -  |         |       |       | 10     | 28      | 0          |
| 1990 | 250 cm³ | Honda          | NSR250        | JPN RET | USA -   | ESP -   | NAT -   | GER -   | AUT -   | YUG -   | NED -   | BEL -   | FRA -  | GBR -  | SWE -   | CZE - | HUN -   | AUS -  |         |       |       | 0      | -       | 0          |
| 1991 | 250 cm³ | Honda          | NSR250        | JPN RET | AUS -   | USA -   | ESP -   | ITA -   | GER -   | AUT -   | EUR -   | NED -   | FRA -  | GBR -  | RSM -   | CZE - | VDM -   | MAL -  |         |       |       | 0      | -       | 0          |
| 1992 | 250 cm³ | HRC-Honda      | NSR250        | JPN 2   | AUS -   | MAL -   | ESP -   | ITA -   | EUR -   | GER -   | NED -   | HUN -   | FRA -  | GBR -  | BRA -   | RSA - |         |        |         |       |       | 15     | 13      | 0          |
| 1993 | 250 cm³ | Rothmans-Honda | NSR250        | AUS 4   | MAL 3   | JPN 2   | ESP 7   | AUT RET | GER INJ | NED RET | EUR 2   | RSM 6   | GBR 5  | CZE 11 | ITA 7   | USA 9 | FIM RET |        |         |       |       | 120    | 8       | 0          |
| 1994 | 250 cm³ | Kanemoto-Honda | NSR250        | AUS 5   | MAL 2   | JPN 1   | ESP 3   | AUT 4   | GER 5   | NED 2   | ITA 7   | FRA 9   | GBR 2  | CZE 5  | USA 4   | ARG 1 | EUR 4   |        |         |       |       | 214    | 2       | 2          |
| 1995 | 250 cm³ | HRC-Honda      | NSR250        | AUS RET | MAL 3   | JPN RET | ESP 6   | GER 3   | ITA 5   | NED 3   | FRA 3   | GBR 8   | CZE 7  | BRA 3  | ARG 7   | EUR 7 |         |        |         |       |       | 136    | 4       | 0          |
| 1996 | 500 cm³ | Repsol-Honda   | Honda NSR500V | MAL RET | INA RET | JPN 4   | ESP 3   | ITA 7   | FRA RET | NED 13  | GER 7   | GBR 4   | AUT 11 | CZE 7  | IMO 3   | CAT 5 | BRA 8   | AUS 2  |         |       |       | 124    | 8       | 0          |
| 1997 | 500 cm³ | Repsol-Honda   | Honda NSR500  | MAL 10  | JPN 3   | ESP 3   | ITA RET | AUT 2   | FRA 3   | NED 12  | IMO 5   | GER 2   | BRA 2  | GBR 2  | CZE RET | CAT 6 | INA 1   | AUS 4  |         |       |       | 197    | 2       | 1          |
| 1998 | 500 cm³ | Repsol-Honda   | Honda NSR500  | JPN 2   | MAL RET | ESP 7   | ITA INJ | FRA INJ | MAD INJ | NED 8   | GBR INJ | GER INJ | CZE 4  | IMO 7  | CAT 2   | AUS 9 | ARG 2   |        |         |       |       | 106    | 8       | 0          |
| 1999 | 500 cm³ | Repsol-Honda   | Honda NSR500  | MAL 5   | JPN 15  | ESP 4   | FRA 9   | ITA 3   | CAT 2   | NED 1   | GBR 2   | GER RET | CZE 1  | IMO 4  | VAL 4   | AUS 1 | RSA 4   | BRA 7  | ARG RET |       |       | 211    | 3       | 3          |
| 2000 | 500 cm³ | Repsol-Honda   | Honda NSR500  | RSA RET | MAL 6   | JPN 3   | ESP 10  | FRA 14  | ITA 8   | CAT 15  | NED 11  | GBR 10  | GER 5  | CZE 10 | POR 7   | VAL 9 | BRA 9   | PAC 10 | AUS 9   |       |       | 107    | 11      | 0          |
| 2008 | MotoGP  | Repsol-Honda   | Honda RC212V  | QAT -   | ESP -   | POR -   | CHN -   | FRA -   | ITA 14  | CAT -   | GBR -   | NED -   | GER -  | USA -  | CZE -   | RSM - | IND -   | JPN -  | AUS -   | MAL - | VAL - | 2      | 21      | 0          |